# Volutomitra porcellana
Volutomitra porcellana là một loài ốc biển, là động vật thân mềm chân bụng sống ở biển trong họ Volutomitridae.

## Miêu tả
Kích thước vỏ ốc khoảng 15 mm

## Phân bố
Loài này có ở Argentina và quần đảo Nam Orkney.